# Archäologischer Park Monte Tetón

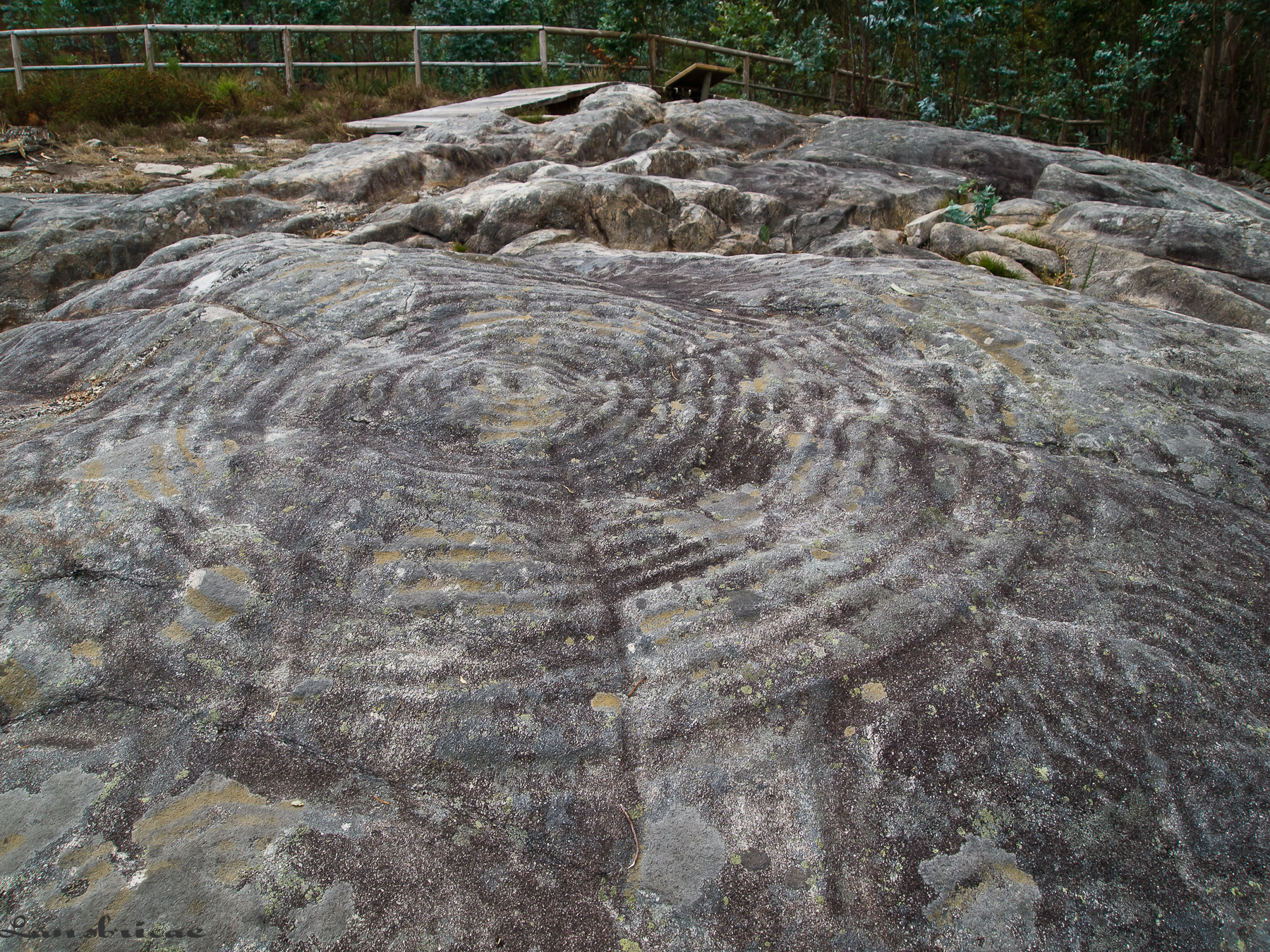
Konzentrische Kreise – Gruppe 3

Im archäologischen Eco Park Monte Tetón in der Nähe des Dorfes Tebra bei Tomiño im spanischen Galicien nahe der Nordgrenze von Portugal befinden sich einige der wichtigsten Petroglyphen in Europa. Diese prähistorischen Felsritzungen auf Granit zeigen eine große Palette verschiedener abstrakter und gegenständlicher Muster, einschließlich tierischer und menschlicher Bilder, sowie erstaunliche Kombinationen von konzentrischen Petroglyphen. Die als „Gruppe 3“, gekennzeichneten etwas beschädigten 18 konzentrischen Ringe haben einen maximalen Durchmesser von 3,5 m und gehören zu den größten Felsritzungen dieser Art in Europa.